# لويس جاكوبس (مخرج)
لويس جاكوبس (بالإنجليزية: Lewis Jacobs)‏ هو مخرج أمريكي، ولد في 1904، وتوفي في 1997.

## روابط خارجية
- لويس جاكوبس على موقع IMDb (الإنجليزية)
- لويس جاكوبس على موقع قاعدة بيانات الفيلم (الإنجليزية)